# Saint-Julien-du-Terroux
Saint-Julien-du-Terroux é uma comuna francesa na região administrativa da Pays de la Loire, no departamento de Mayenne. Estende-se por uma área de 11,29 km². Em 2010 a comuna tinha 238 habitantes (densidade: 21,1 hab./km²).